# Shevchenko (Tbilískaya, Krasnodar)
Shevchenko (del ruso: Шевченко) es un jútor del raión de Tbilískaya del krai de Krasnodar, en Rusia. Está situado en las tierras bajas de Kubán-Azov, 6 km al sureste de Tbilískaya y 98 km al este de Krasnodar, la capital del krai. Tenía 1 212 habitantes en 2010.
Pertenece al municipio rural Vannovskoye.